# 哭泣游戏
《哭泣游戏》（英語：The Crying Game）是一部1992年的英國電影，由尼爾·喬丹執導，史提芬·里亞、科華士·韋德加及傑伊·戴維森等主演。本片以英國北愛爾蘭問題為背景，內容圍繞著發生在一個愛爾蘭共和軍身上的故事，籍此探討種族、國籍以及性傾向等敏感題目。电影正式出版之前，曾命名《军人的妻子》。

## 劇情
弗格斯（Fergus，史提芬·里亞飾）是愛爾蘭共和軍成員，在愛共軍綁架了一名非裔英國軍人祖迪（Jody，科華士·韋德加飾）後，負責看管這名軍人，好讓IRA有和英國周旋的餘地，但兩人卻漸漸成了朋友。某天，祖迪嘗試逃走時身亡，弗格斯相當沮喪，最後決定到倫敦尋找祖迪死前曾提起的女友戴兒（Dil，傑伊·戴維森飾）。弗格斯找到戴兒後，卻愛上了她。

## 演員
- 史提芬·里亞（英语：Stephen Rea） 飾 弗格斯（Fergus）
- 傑伊·戴維森（英语：Jaye Davidson） 飾 戴兒（Dil）
- 米兰达·理查森 飾 Jude
- 科華士·韋德加 飾 祖迪（Jody）
- 阿德里安·邓巴（英语：Adrian Dunbar） 飾 Maguire
- 吉姆·布洛班特 飾 Col

## 同名小說
這部電影和1968年John Braine的一本同名小說並沒有任何關係。

## 外部連結
- 互联网电影数据库（IMDb）上《哭泣游戏》的资料（英文）
- AllMovie上《哭泣游戏》的资料（英文）
- Box Office Mojo上《哭泣游戏》的資料（英文）
- 豆瓣电影上《哭泣游戏》的資料 （简体中文）